# Rolex Sports Car Series
De Rolex Sports Car Series is het belangrijkste kampioenschap dat georganiseerd wordt door het Grand American Road Racing Association. Het is een kampioenschap voor sportwagens dat is opgericht in 2000 onder de naam Grand American Road Racing Championship. 
In deze klasse rijden Daytona prototypes en GT's. De Daytona prototypes gebruiken dit kampioenschap om hun auto te testen voor de 24 uur van Daytona.

## Geschiedenis

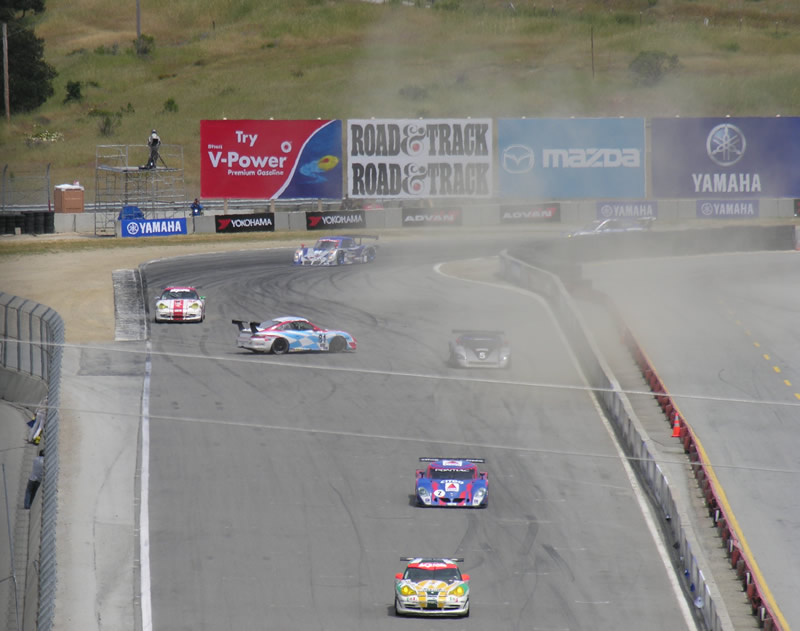
Actie tijdens de Grand Prix van Laguna Seca in 2005.

Na het mislukken van het United States Road Racing Championship van de Sports Car Club of America (SCCA) in 1999 was er een vervanger nodig. De Grand Am kondigde aan dat ze een vergelijkbaare raceklasse zouden beginnen die zich ook afspeelt rond de 24 uur van Daytona. Dit werd gezien als een alternatief op het IMSA GT Championship (nu de ALMS). Het nieuwe kampioenschap zou verdeeld worden in twee klassen. De Sports Racing Prototypes (SRP), vergelijkbaar met de FIA GT. En er was een klasse voor tourwagens, die was weer onderverdeel in drie sub-klassen: GTO (productie auto's met veel vermogen), GTU (voor productie auto's met minder vermogend dan de GTO) en de AGT voor Amerikaanse auto's met een buizenframe. 
De GTO en GTU werden in 2001 hernoemd tot GTS en GT om beter bij de ALMS te passen. In 2004 werd de GTS klasse afgeschaft om een groter gat te creëren tussen de SRP's en de GT's. De GTS ging naar de Grand-Am Cup in 2005. Nu zijn er nog twee klassen in de Rolex Sports Car Series: DP en GT.

## Kampioenen
| Jaar | SR                          | SRII                       | GTO                          | GTU                       | AGT          |
| ---- | --------------------------- | -------------------------- | ---------------------------- | ------------------------- | ------------ |
| 2000 | James Weaver                | Larry Oberto               | Terry Borcheller             | Mike Fitzgerald           | Doug Mills   |
|      | SRP                         | SRPII                      | GTS                          | GT                        | AGT          |
| 2001 | James Weaver                | Andy Lally                 | Chris Bingham                | Darren Law                | Craig Conway |
|      | SRP                         | SRPII                      | GTS                          | GT                        | AGT          |
| 2002 | Didier Theys                | Terry Borcheller           | Chris Bingham                | Bill Auberlen Cort Wagner | Kerry Hitt   |
|      | DP                          | SRPII                      | GTS                          | GT                        |              |
| 2003 | Terry Borcheller            | Steve Marshall             | Tommy Riggins Dave Machavern | Cort Wagner Brent Martini |              |
|      | DP                          | GT                         | SGS                          |                           |              |
| 2004 | Max Papis Scott Pruett      | Andy Lally Marc Bunting    | Bill Auberlen Boris Said     |                           |              |
|      | DP                          | GT                         |                              |                           |              |
| 2005 | Max Angelelli Wayne Taylor  | Craig Stanton              |                              |                           |              |
|      | DP                          | GT                         |                              |                           |              |
| 2006 | Jörg Bergmeister            | Andy Lally Marc Bunting    |                              |                           |              |
|      | DP                          | GT                         |                              |                           |              |
| 2007 | Alex Gurney Jon Fogarty     | Dirk Werner                |                              |                           |              |
| 2008 | Scott Pruett Memo Rojas     | Paul Edwards Kelly Collins |                              |                           |              |
| 2009 | Alex Gurney Jon Fogarty     | Leh Keen Dirk Werner       |                              |                           |              |
| 2010 | Scott Pruett Memo Rojas     | Emil Assentato Jeff Segal  |                              |                           |              |
| 2011 | Scott Pruett Memo Rojas     | Leh Keen Andrew Davis      |                              |                           |              |
| 2012 | Scott Pruett Memo Rojas     | Emil Assentato Jeff Segal  |                              |                           |              |
|      | DP                          | GT                         | GX                           |                           |              |
| 2013 | Max Angelelli Jordan Taylor | Alessandro Balzan          | Jim Norman                   |                           |              |